# 베르너 골드베르크
베르너 골드베르크(Werner Goldberg, 1919년 10월 3일 – 2004년 9월 28일)는 독일인으로, 제2차 세계 대전 동안 독일 국방군의 군인으로 복무했으며, 나중에는 냉전 서독의 정치인이 되었다. 그는 베를리너 타게블라트에 "이상적인 독일 병사"로 실린 사진으로 가장 잘 알려져 있다. 그는 절반의 유대인 혈통을 가지고 있었으며, 나치 용어로는 미슐링이었다.

## 생애
골드베르크의 아버지는 쾨니히스베르크의 유대인 공동체 일원으로 자랐지만, 동화되어 기독교인과 결혼하기를 원했기 때문에 지역 루터교 교회에서 세례를 받았다. 골드베르크는 아버지가 유대인이라는 것을 전혀 몰랐다. 그와 그의 형 마르틴(1920년생)은 아버지의 요청으로 그뤼네발트 루터교 교회에서 세례를 받았다. 1933년 히틀러가 독일 총리가 된 후, 골드베르크의 아버지는 1933년 4월 나치 법률인 직업 공무원 제도 복원법에 따라 직위를 잃었다. 이 법은 아리아인 조항에 따라 유대인을 독일 공무원에서 추방했다.
1935년의 뉘른베르크법은 적어도 세 명의 유대인 조부모를 가진 사람을 유대인으로 분류했으며, 두 명의 유대인 조부모를 가진 사람은 신앙을 실천하거나 유대인 배우자가 있는 경우에만 유대인으로 간주되었다.
골드베르크는 1935년에 학교를 떠나 유대인과 비유대인이 공동 소유한 의류 회사인 슈넬러 운트 슈마이더(Schneller und Schmeider)에서 견습공이 되었다. 그곳의 동료 중 상당수는 유대인 또는 미슐링이었다. 골드베르크의 외삼촌은 국가사회주의 독일 노동자당에 가입했고 골드베르크 가족과 함께 있는 것을 거부했으며, 심지어 골드베르크의 어머니도 피했다.
1938년 초, 골드베르크는 국가노동봉사단에서 6개월간 복무했는데, 골드베르크는 그 제복에 "하켄크로이츠가 완장에 있었다"고 말했다. 1938년 12월 1일, 골드베르크는 독일 육군에 입대했다. 그는 1939년 9월 1일 폴란드 침공에 참전했으며, 아버지가 고위 SS 장교였던 어린 시절 친구 칼 볼프와 함께 복무했다.
골드베르크의 사진은 베를리너 타게블라트 신문 일요일판에 "이상적인 독일 병사"("Der ideale deutsche Soldat")라는 설명과 함께 실렸다.
1940년, 프랑스와의 휴전 이후, 골드베르크는 1940년 4월 8일 히틀러의 명령에 따라 군에서 제명되었다. 이 명령은 모든 1급 미슐링을 군에서 제대시키도록 규정했다. 그는 유대인 이름인 슈넬러를 제거해야 했기 때문에 페오도르 슈마이더(Feodor Schmeider)로 이름이 바뀐 이전 직장으로 돌아갔다. 골드베르크는 회사 내에서 점점 더 책임감 있는 역할을 맡아 육군과 해군으로부터 제복 계약을 따냈다. 그는 또한 국가노동연구위원회 학교(Reichsausschuss für Arbeitsstudien, RAFA)에 다녔는데, 80명의 학생 중 4명만이 RAFA 교사가 되는 시험에 합격했다. 그 후 그는 의류 산업에 대한 노동 연구 위원회 강사가 되어 조직 및 회사 이사들에게 강의를 했으며, 주간 무역 출판물인 텍스틸보헤(Textilwoche)에 기사를 게재하기도 했다.
1942년 12월, 골드베르크의 아버지는 병원에 입원했다. 그러나 게슈타포는 병원을 급습하여 그를 유대인 병원으로 보냈다. 그 병원은 게슈타포가 감옥으로 사용하기 위해 징발한 곳이었고, 그곳에서 유대인들은 아우슈비츠로 보내졌다. 크리스마스 이브에 골드베르크는 경비원들이 취하거나 부재중일 것이라고 판단하여 아버지를 병원에서 데리고 나왔다. 골드베르크의 아버지는 곧 다시 게슈타포의 손에 넘어갔고, 1943년 4월에는 강제 이송 명령을 받았다. 베르너는 그에게 나타나지 말라고 말했고, 그는 다시 구출되었다. 아버지와 아들은 그들의 직계 가족 중 전쟁에서 살아남은 유일한 구성원이었다.
베르너 골드베르크는 나중에 독일 기독교민주연합에 가입하여 1959년부터 1979년까지 20년 동안 서베를린의 베를린 주의회 정치인으로 봉사했다. 그는 2004년 9월 28일 베를린에서 84세의 나이로 사망했으며, 그의 아내 게르트루트 골드베르크와 세 자녀가 살아남았다.

## 대중문화
골드베르크의 이야기는 2006년 다큐멘터리 '히틀러의 유대인 병사들 – 히틀러 군대의 나치-유대인'의 일부를 구성했다. 이 58분짜리 영화는 래리 프라이스(Larry Price)가 이스라엘 방송 기관과 협력하여 제작했다. 프라이스의 영화는 브라이언 마크 리그의 2002년 저서 '히틀러의 유대인 병사들: 나치 인종법과 독일군 내 유대계 남성들의 알려지지 않은 이야기'에서 영감을 받았다.
골드베르크는 예스터데이 TV 시리즈 '나치 협력자들'의 에피소드 "히틀러를 위해 싸운 유대인들"에 출연했는데, 이 에피소드는 2010년 12월 영국에서 처음 방영되었다.
2015년, 이 사진은 러시아 토볼스크에 있는 "조국 수호자" 기념비에 붉은 군대 병사의 이미지 대용으로 실수로 사용되었다고 보도되었다. 기념비의 이미지는 즉시 수정되었다.

## 같이 보기
- 에르하르트 밀히 – 부분적으로 유대인 혈통을 가진 또 다른 나치 장교
- 헤시 레빈슨 태프트 – 나치 선전에 사용된 유대인 유아 소녀

## 내용주
1. ↑  “Hitler's Jewish Soldiers [synopsis]”. 《DocCo.NexenServices.com》. Doc & Co. (Doc & Film International). 2006. 2007년 8월 21일에 원본 문서에서 보존된 문서. 2008년 5월 10일에 확인함.
2. 1 2  Moskowitz, Ira (2006년 4월 21일). “Caught in the Middle, Part-Jewish Germans Served in Nazi Army”. 《하아레츠》. 2022년 6월 25일에 원본 문서에서 보존된 문서. 2013년 6월 24일에 확인함.
3. ↑  Rigg, Bryan Mark (2002). 《Hitler's Jewish Soldiers: The Untold Story of Nazi Racial Laws and Men of Jewish Descent in the German Military》. University Press of Kansas. ISBN 978-0-7006-1178-2. 2014년 8월 26일에 원본 문서에서 보존된 문서. 2013년 6월 24일에 확인함.
4. ↑  “В Тобольске по ошибке установили памятник нацистскому солдату” (러시아어). NTV(НТВ). 2023년 4월 8일에 원본 문서에서 보존된 문서. 2015년 7월 1일에 확인함.

- Stoltzfus, Nathan; Lacqueur, Walter (2001). 《Resistance of the Heart: Intermarriage and the Rosenstrasse Protest in Nazi Germany》. Rutgers University Press. ISBN 0-8135-2909-3 – Google Books 경유.
- Rigg, Mark (2004). 《Hitler's Jewish Soldiers: The Untold Story of Nazi Racial Laws and Men of Jewish Descent in the German Military》. University Press of Kansas. ISBN 0-7006-1358-7.